# Grigori Solomonowitsch Pomeranz

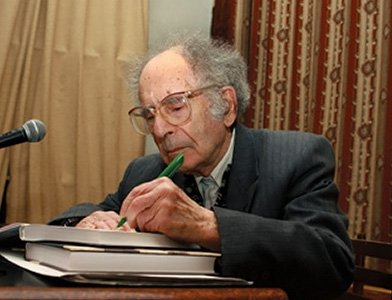
Grigori Pomeranz, 2009

Grigori Solomonowitsch Pomeranz (russisch Григо́рий Соломо́нович Помера́нц; auch Grigorij S. Pomeranc, * 13. März 1918 in Vilnius, Litauen; † 16. Februar 2013 in Moskau, Russland) war ein russischer Philosoph und Kulturtheoretiker.

## Leben
Noch während seiner Schulzeit zog Pomeranz' Familie nach Moskau. Er studierte Russische Sprachwissenschaft und Literatur am Moskauer Institut für Philosophie, Literatur und Geschichte (IFLI). Seine Kandidatur-Dissertation über Fjodor Dostojewski wurde als antimarxistisch eingestuft und ihm war eine weitere akademische Karriere in der UdSSR verwehrt. Daraufhin arbeitete er als Lehrer an der Pädagogischen Hochschule in Tula. Während des Zweiten Weltkriegs meldete sich Pomeranz zum Kriegsdienst. Er bekam den Orden des Roten Sterns verliehen.
Nach Kriegsende wurde Pomeranz wegen „antiparteiischer Äußerungen“ aus der Kommunistischen Partei ausgeschlossen und 1949 wegen „anti-sowjetischer Agitation“ zu fünf Jahren Haft verurteilt. Nach dem Tod Josef Stalins kam er im Zuge einer allgemeinen Amnestie frei. In den nächsten Jahren arbeitete er als Dorflehrer im Donezbecken und nach seiner Rückkehr nach Moskau als Bibliograph an der Russischen Akademie der Wissenschaften.
Nach dem Ungarischen Volksaufstand und den Ereignissen um Boris Pasternak wurde er Dissident. Als Dissident war er keiner spezifischen Dissidenten-Gruppe leicht zuzuordnen. Er stand der demokratischen Strömung der sowjetischen Dissidenten nahe. 1965 hielt er am Moskauer Institut für Philosophie einen Vortrag, indem er sich öffentlich gegen den Stalinismus aussprach und vor einer Rückkehr zu ihm warnte. Der Vortrag wurde zu einem der frühesten Dokumente des Samisdat. Er setzte seine Unterschrift unter mehrere Menschenrechtsaufrufe, woraufhin er seine Doktorarbeit über Zen-Buddhismus am Institut für Orientstudien der Akademie nicht verteidigen durfte.
Zwischen 1976 und 1987 bestand für Pomeranz in der Sowjetunion ein Publikationsverbot. Er verfasste dennoch zahlreiche Essays und philosophische Arbeiten, die in Samisdat und Tamisdat herausgegeben wurden und einen Einfluss auf die liberale Intelligenzija der 1960er und 1970er Jahre hatten. Die Schriften befassten sich mit Orientstudien und Kulturologie sowie mit religionshistorischen und philosophischen Themen wie den Ursprüngen der Religionen Indiens, chinesischer Philosophie und Meister Eckhart.
Nach der Perestrojka hielt Pomeranz unregelmäßig Seminare und Gastvorträge an Hochschulen wie der Universität Moskau. In seinem letzten Lebensjahr erblindete er, litt unter Hautkrebs und war in seiner Beweglichkeit eingeschränkt.
Er war verheiratet mit der russischen Dichterin Sinaida Mirkina.

## Philosophische Positionen
Pomeranz gehörte zu den ersten Autoren, die das Werk des Kunst- und Literaturtheoretikers Michail Bachtin aufgriffen.
Ein wiederkehrendes Thema in Pomeranz' kulturtheoretischen Schriften ist die Frage nach der Möglichkeit und Notwendigkeit des Dialogs zwischen Kulturen. Bedingung eines fruchtbaren Kulturdialog ist für Pomeranz die Formierung von sogenannten Subökumenen. Das Konzept der Subökumenen ist an die Begriffe der „Kulturkreise“ von Oswald Spengler, „Zivilisationen“ von Arnold J. Toynbee und „Koalition der Kulturen“ von Claude Lévi-Strauss angelehnt, betont jedoch besonders die Rolle von gegenseitiger Beeinflussung. Eine Subökumene übersteigt national oder ethnisch abgrenzbare kulturelle Besonderheiten und ist definiert durch eine gemeinsame symbolische Organisation (Sprache, Literatur, Philosophie oder Religion) sowie eine ähnliche soziale Strukturierung (Familie, Politik oder Ökonomie). Als solche identifiziert Pomeranz den Mittelmeerraum, Indien und China. Mehrere Subökumenen können weiter durch Kultureigenschaften verbunden sein, die ethnische oder nationale Besonderheiten übersteigen, so beispielsweise die byzantinische Kultur, die slawische und kaukasische Völker einbegreift. Eine Theorie der Subökumenen betrachtet dementsprechend den Prozess der Wissensproduktion und -übermittlung zwischen solchen Formationen. Die Postmoderne interpretiert Pomeranz als allgemeine Krise der Subökumenen.
Pomeranz führte über mehrere Jahre einen Streit mit Alexander Solschenizyn. Er kritisierte dessen seiner Ansicht nach dogmatischen christlichen Nationalismus und positionierte sich im liberalen Lager der russischen Intelligenzija. Solschenizyns Idee eines unumstößlichen, globalen und mit dem Kommunismus assoziierten „Bösen“ stellte Pomeranz östliche Denktraditionen entgegen, die keine solche Kategorie eines ontologischen  Bösen besitzen.

## Wirken
Pomeranz nahm 1970 an inoffiziellen Seminaren in der Wohnung des Kybernetikers Valentin Turchin teil. Hier traf er Andrei Sacharow und beeindruckte diesen mit „seiner Belesenheit, der Weite seines Horizonts und seinem »Akademikertum« im besten Sinn dieses Wortes.“ Seine Aufsätze gehörten zu dieser Zeit zu den populärsten Werken des Samisdat.
Regisseur Andrei Tarkowski und Komponist Eduard Artemjew studierten Pomeranz' Vorlesungen und seine unverteidigte Doktorarbeit über Zen-Buddhismus während ihrer Arbeit an Stalker.
Nach der Perestrojka äußerte sich Pomeranz selten zur Tagespolitik, wenn doch, dann mit scharfer Kritik. Auch von Personen, die seine politischen Ansichten nicht teilen, genoss er dennoch Ansehen. Die russische Zeitung Nowaja gaseta bezeichnete ihn als letzte moralische Autorität Russlands. Außerhalb Russlands hat Pomeranz im Gegensatz zu anderen Dissidenten zu Lebzeiten wenig Aufmerksamkeit bekommen, obwohl er unter ihnen hochgeschätzt war.

## Preise
- Bjørnson-Preis der Norwegischen Akademie für Literatur und Redefreiheit an Pomeranz und Mirkina „für ihre umfangreichen Beiträge, um die Redefreiheit in Russland zu stärken“.

## Werke
Im Ausland erschienen:
- Unveröffentlichtes (Неопубликованное), München 1972.
- Träume der Erde (Сны земли), Paris 1984.
- Offenheit gegenüber dem Abgrund. Versuche über Dostojewski (Открытость бездне. Этюды о Достоевском), New York 1989.
- The spiritual movement from the West. An Essay and Two Talks. Caux Books, Caux 2004, ISBN 2-88037-600-9.

In Russland erschienen:
- Offenheit gegenüber dem Abgrund. Begegnungen mit Dostojewski (Открытость бездне. Встречи с Достоевским.) Советский писатель, Moskau 1990, ISBN 5-265-01527-2.
- Vorlesungen zur Geschichtsphilosophie (Лекции по философии истории), 1993.
- Sich selbst sammeln (Собирание себя), ЛИА „ДОК“, 1993, ISBN 5-87710-008-4.
- mit Sinaida Mirkina: Die großen Weltreligionen (Великие религии мира.) Рипол, Moskau 1995, ISBN 5-87907-016-6.
- Ausgang aus der Trance (Выход из транса.), Российская политическая энциклопедия, (1995) 2010, ISBN 978-5-8243-1319-2.
- Notizen eines hässlichen Entleins (Записки гадкого утенка.), Московский рабочий, Moskau (1995) 2003, ISBN 5-8243-0430-0.
- Wege des Geistes und der Zickzack-Kurs der Geschichte (Дороги духа и зигзаги истории), Российская политическая энциклопедия, 2008, ISBN 978-5-8243-0961-4.
- Im Schatten des babylonischen Turms (В тени Вавилонской башни), Центр гуманитарных инициатив, 2012, ISBN 978-5-98712-090-3.

In Deutschland erschienen:
- Notizen eines hässlichen Entleins, aus dem Russischen von Wilhelm von Timroth, Nostrum Verlag Mülheim a. d. Ruhr 2015, ISBN 978-3-9816465-1-1